# Quiet Zone
Quiet Zone is een Canadese experimentele korte documentairefilm uit 2015 geregisseerd door Karl Lemieux en David Bryant. Beiden schreven ook het scenario en Bryant maakte tevens de muziek.
De film ging in première in januari 2015 op het International Film Festival Rotterdam waar het deelnam aan de Tiger Awards Competition for Short Films 2015. Bij de Canadian Screen Award in 2016 was de film genomineerd voor Beste Korte Documentaire door de Academy of Canadian Cinema & Television.
Mensen woonachtig in het National Radio Quiet Zone in West Virginia (VS) vertellen over hun elektromagnetische gevoeligheid en Lemieux en Bryant gebruiken beeld en geluid om deze gevoeligheden voor de kijker tastbaar te maken.